# Vena (groupe)
Pour les articles homonymes, voir Vena.
Vena (ou Grupo Vena) est un groupe de bachata américain formé par les deux frères Lenny et Max Santos, anciens membres du groupe Aventura puis du duo D'Element, et Steve Styles, chanteur du groupe Xtreme.
Lenny est né le 24 octobre 1979 et est le guitariste du groupe, et Max est né le 30 janvier 1982 et est le bassite. Steve Styles est né le 25 novembre 1985.
Après que le groupe Aventura se soient séparés, Lenny et Max ont formé un nouveau projet musical baptisé D'ELEMENT, tandis que Romeo Santos et Henry Santos continuaient en solo.
Ils sortent 3 singles : Always, Muere un Hombre et You&Me.
En 2011, Lenny Santos propose à Steve Styles, chanteur du groupe Xtreme de les rejoindre.

Ils renomment la formation VENA... Leur collaboration a démarré avec le single Señora.

Ils enregistrent aussi une reprise merengue de Party Rock Anthem de LMFAO.

Leurs deux singles suivants, Ya No et Por Mentiras, sortis en 2012, se classent tous deux dans le top 100 des charts de musique latine.

Le single Corazón de Hierro, avec Frank Reyes et Teodoro Reyes, sort en 2013.

En 2014, ils ont été nommés aux "Latin Music Italian Awards" (LMIA).

Ils ont sorti It Won't Stop avec la chanteuse Aileen, une reprise de Sevyn Streeter ft Chris Brown en 2014.

Le single intitulé Dile A El sort en décembre 2014. 

C'est alors que Steve Styles quitte le groupe pour faire une carrière solo. 

Lenny a trouvé deux nouveaux chanteurs, Mike Stanley et JLove pour le remplacer.

En novembre 2015 sort le "remix" de Hotline Bling de Drake.

En septembre 2016, sort le single El final.

## Discographie

### EP
- It's Vena (2015)

1. Dile A El (Live) 04:05
2. Sangre De Mis Venas (Live) 04:10
3. Corazon De Hierro (Live) 04:56
4. Ya No (Live) 05:14
5. Por Mentiras (Live) 04:31
6. Dile A El (Studio Version) 03:45

### Singles
- Señora (2011)
- Party Rock Anthem (2011)
- Ya No (2012)
- Por Mentiras (2012)
- Corazón de Hierro", avec Frank Reyes et Teodoro Reyes (2013)
- It Won't Stop, avec la chanteuse Aileen, une reprise de Sevyn Streeter ft Chris Brown (2014).
- Dile A El (2014)
- Hotline Bling (remix de Drake)
- El final (2016)